# (36999) 2000 TN22
2000 TN22 (asteroide 36999) é um asteroide da cintura principal. Possui uma excentricidade de 0.17209400 e uma inclinação de 12.76124º.
Este asteroide foi descoberto no dia 4 de outubro de 2000 por NEAT em Haleakala.